# Premi Feroz a la millor actriu de repartiment d'una sèrie
El Premi Feroz a la millor actriu de repartiment d'una sèrie és un premi que s'entrega anualment, des del 2017, com a part dels Premis Feroz, creats per l'Associació d'Informadors Cinematogràfics d'Espanya.

## Guanyadores i nominades
| Edició | Any  | Foto | Guanyador      | Obra          | Nominats |
| ------ | ---- | ---- | -------------- | ------------- | --- |
| IV     | 2017 |      | Belén Cuesta   | Paquita Salas | - Inma Cuevas, per Vis a vis - Cecilia Freire, per Velvet - Cayetana Guillén Cuervo, per El Ministerio del Tiempo - Alba Flores, per Vis a vis                            |
| V      | 2018 |      | Emma Suárez    | La zona       | - Susana Abaitua, per Sé quién eres - Alba Flores, per La casa de papel - Cayetana Guillén Cuervo, per El Ministerio del Tiempo - Ana Polvorosa, per Las chicas del cable |
| VI     | 2019 |      | Anna Castillo  | Arde Madrid   | - Belén Cuesta, per Paquita Salas - Lidia San José, per Paquita Salas - Debi Mazar, per Arde Madrid - Fabiana García Lago, per Arde Madrid                                |
| VII    | 2020 |      | Yolanda Ramos  | Paquita Salas | - Belén Cuesta, per Paquita Salas - Celia Freijeiro, per Vida perfecta - Alba Flores, per La casa de papel - Aixa Villagrán, per Vida perfecta                            |
| VIII   | 2021 |      | Loreto Mauleón | Patria        | - Susana Abaitua, per Patria - Paca La Piraña, per Veneno - Carmen Machi, per 30 monedas - Macarena Gómez, per 30 monedas                                                 |